# Kaplica Świętego Longina w Pradze
Kaplica Świętego Longina w Pradze (Rotunda sv. Longina) – zabytkowa kaplica praska z XII w., zlokalizowana w dzielnicy Nowe Miasto. Pierwotnie, przed założeniem Nowego Miasta, pełniła funkcję kościoła parafialnego osady Rybniček. Następnie włączona w obręb miasta. Najmniejsza z praskich rotund.
W 1783 kościół przekształcono na magazyn. W XIX wieku przeznaczony do wyburzenia; ostatecznie jednak ocalał i wrócił w ręce katolików. Ostatnia restauracja odbyła się w 1929.